# Gangra (bướm đêm)
Gangra  là một chi bướm đêm thuộc họ Erebidae.